# Кусаков, Михаил Михайлович
Михаи́л Миха́йлович Кусако́в  (1910—1971) — советский учёный в области физики, физико-химии нефти и нефтепродуктов, углеводородов и полимеров.

## Даты жизни и трудовой деятельности
Родился 15 (28 августа) 1910 года в Самаре в семье железнодорожного служащего. В 1917—1927 годах обучался в школе № 26 (Москва). В 1930 году начал читать курс физики в ЛЭМИ. В 1931 году окончил физико-механический факультет ЛПИ имени М. И. Калинина (квалификация инженер-физик). В 1931—1934 годах работал в ГИНИ под руководством академика П. А. Ребиндера и члена-корреспондента АН СССР Б. В. Дерягина. Организовал и руководил физико-химической лабораторией. С 1934 года старший инженер ЦИАТИМ. В 1935—1941 годах заведующий кафедрой физики МИЦМиЗ, а также МИНХ имени Г. В. Плеханова.
В 1935—1943 годах старший научный сотрудник, затем руководитель группы Коллоидно-электрохимического института (сегодня ИФХАН). В 1936 году опубликовал монографию «Методы определения физико-химических характеристик нефтяных продуктов» (743 с.). Президиум АН СССР утвердил М. М. Кусакова в ученой степени кандидата химических наук за работы в области физико-химии поверхностных явлений и молекулярной физики. Высшая аттестационная комиссия утвердила М. М. Кусакова в ученом звании доцента.
В 1942 году защитил диссертацию на тему «Исследования в области физико-химии углеводородов и нефтепродуктов» на соискание ученой степени доктора химических наук. Утвержден в ученой степени доктора химических наук и в ученом звании профессора по специальности Физика и физико-химия нефти". Заведующий лабораторией физики и физико-химии нефти Института нефти АЕН СССР (1943). В 1943—1960 годах заведующий кафедрой физики МНИ имени И. М. Губкина. В 1945—1971 годах член экспертной комиссии ВАК, заместитель председателя комиссии по физике ВАК Министерства высшего образования СССР. В 1952—1971 годах заведующий лабораторией физики и физико-химии нефти Института нефтехимического синтеза АН СССР; одновременно заместитель директора института по научной работе. В 1960—1965 годах заведующий кафедрой общей физики УДН имени Патриса Лумумбы. В 1966—1971 годах заведующий кафедрой физики МНИ имени И. М. Губкина, где одновременно руководил исследованиями в области физики нефтяного пласта.

## Научно-производственные и общественные достижения
Опубликовано 227 печатных работ, включая 2 монографии, в том числе:
- «Методы определения физических характеристик нефтяных продуктов» (1935)
- «Методы определения физико-химических характеристик нефтяных продуктов» (1936)
- «Задачник по физике» (1938)
- «Характеристика температурной зависимости вязкости смазочных масел по скорости падения в них шарика в стационарном поле переменной вязкости» (соавтор А. Н. Кислинский) (1949)
- «Ультрафиолетовые спектры поглощения ароматических углеводородов» (1963)

Общественные достижения
- Участник международных конференций в Лондоне (1957; 1965);
- участник Европейского конгресса в Амстердаме (1961), Международного симпозиума в Токио (1962);
- член Методического Совета Министерства высшего образования;
- член ВАК по физической химии;
- член редакционной коллегии журнала «Химия и технология топлив и масел» (с 1956).

## Награды и премии
- Сталинская премия третьей степени (1950) — за разработку и внедрение новых авиационных двигателей-
- заслуженный деятель науки и техники РСФСР.
- две премии Президиума АН СССР (1948, 1952);
- два ордена «Знак Почёта» (1948, 1953)
- три медали
- Почётные грамоты и Похвальные листы НКНП СССР
- Отличник нефтяной промышленности (1944)